# Trophée des champions 2011
Navigation
Radès 2010 Harrison 2012
L'édition 2011 du Trophée des champions est la 35e édition du Trophée des champions et se déroule le 27 juillet 2011 au Stade de Tanger au Maroc. Il s'agit de la troisième édition disputée hors de France après celles de 2009 au Canada et 2010 en Tunisie.
Le match oppose le LOSC Lille, champion de France 2010-2011 et vainqueur de la Coupe de France 2010-2011, à l'Olympique de Marseille, vice-champion de France 2010-2011 et vainqueur de la Coupe de la Ligue 2010-2011. Cette rencontre est la 104e confrontation entre les deux clubs et constitue la première opposition pour une finale nationale.
L'arbitre Bouchaïb El Ahrach est désigné par la Fédération royale marocaine de football pour diriger la rencontre. Les arbitres assistants sont Redouane Achik et Abdelaziz El Mehraji. Abdellah Boulifa est le quatrième arbitre.
Les règles du match sont les suivantes : la durée de la rencontre est de 90 minutes puis en cas de match nul, une séance de tirs au but est réalisée pour départager les équipes. Trois remplacements sont autorisés pour chaque équipe.

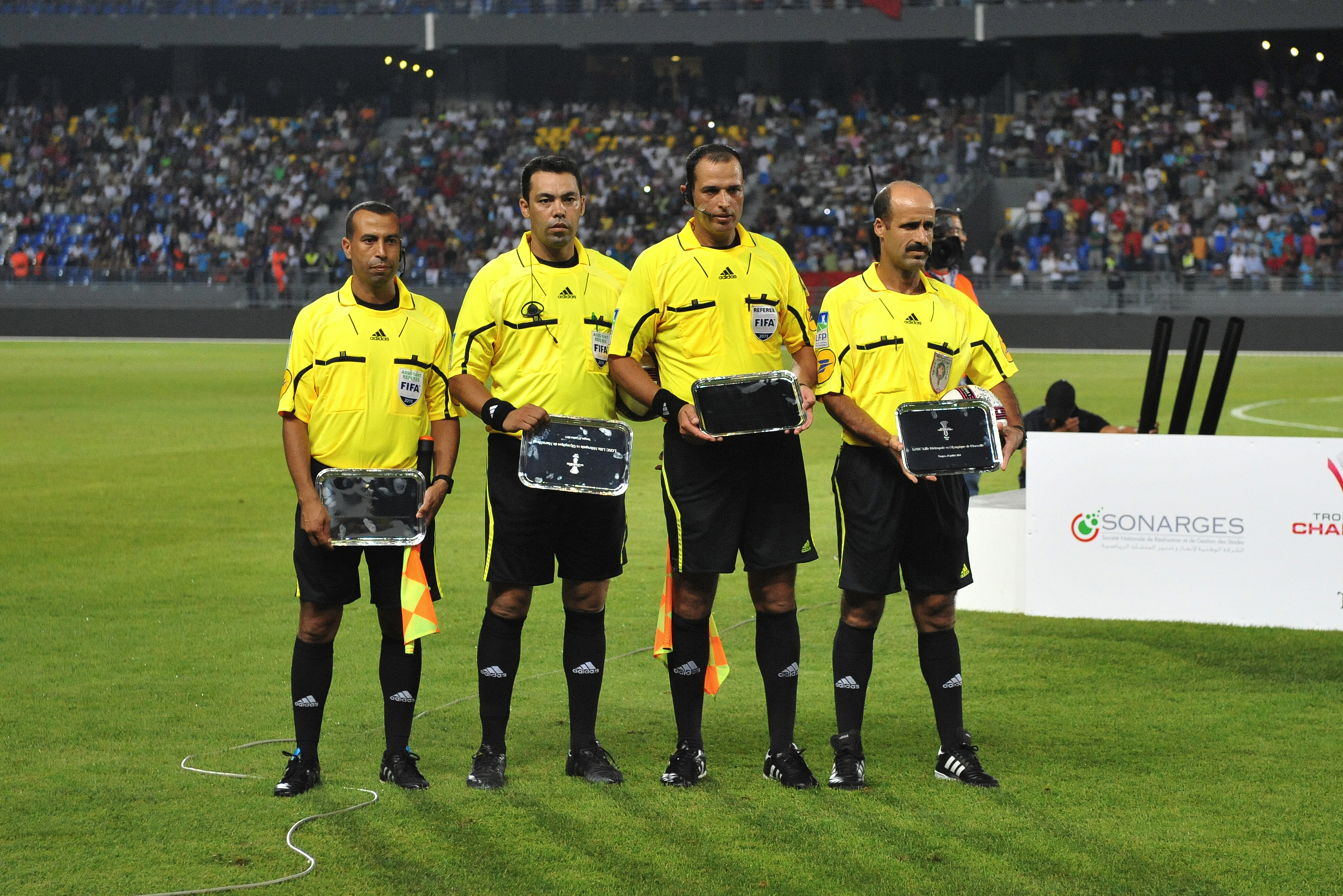
De gauche à droite: Abdelaziz El Mehraji, Redouane Achik, Bouchaïb El Ahrach et Abdellah Boulifa, après le Trophée des champions 2011

## Contexte
Le Lille OSC étant champion de France et vainqueur de la Coupe de France pour la saison 2010-2011, l'Olympique de Marseille dispute ce Trophée en tant que dauphin des Lillois lors du dernier championnat. Cette rencontre est la cent-quatrième confrontation entre les deux clubs et constitue la première opposition pour une finale nationale.
Quatre jours auparavant, les deux clubs disputent un match amical dans le cadre de leur préparation d'avant-saison. L'OM affronte le club italien de l'Udinese et s'incline sur le score d'un but à deux. Le LOSC connait le même scénario en perdant 0-1 contre l'AS Saint-Étienne.
Pour les deux entraîneurs, cette opposition est tout sauf un match amical, bien qu'elle intervienne dix jours avant la reprise du championnat.

## Résumé du match
Les Marseillais entrent tambour battant dans le match. Dès la quatrième minute de jeu, Morgan Amalfitano trouve le poteau droit de Mickaël Landreau, qui repousse dans la foulée une reprise de Lucho González dont le ballon lui revient dessus. Sur le corner qui suit, le portier lillois dévit une tête d'Alou Diarra. Les Dogues laissent passer l’orage et ouvrent le score sur leur première occasion à la neuvième minute. Sur un coup franc joué en retrait par Eden Hazard, Florent Balmont place une frappe à ras de terre qui trompe Steve Mandanda. Le match se joue sur un bon rythme et le gardien lillois repousse une nouvelle tête de Loïc Rémy peu avant la mi-temps. Au retour des vestiaires, les hommes de Didier Deschamps veulent mettre plus de pression sur le milieu de terrain lillois, mais ils se font prendre en contre et encaissent un deuxième but. Hazard dribble Souleymane Diawara avant d’accélérer et de placer le ballon entre les jambes de Mandanda. À l’heure de jeu, Deschamps fait entrer Jordan Ayew et Charles Kaboré tandis que du côté du LOSC, Dimitri Payet laisse sa place à Ludovic Obraniak. L’aîné de la famille Ayew, André Ayew réduit l'écart d’une frappe écrasée à la soixante et onzième minute. Le match ne perd pas en intensité puisque la minute suivante, Moussa Sow, trompe Mandanda et redonne deux buts d’avance au LOSC qu'ils conservent jusqu'à la quatre-vingt cinquième minute.

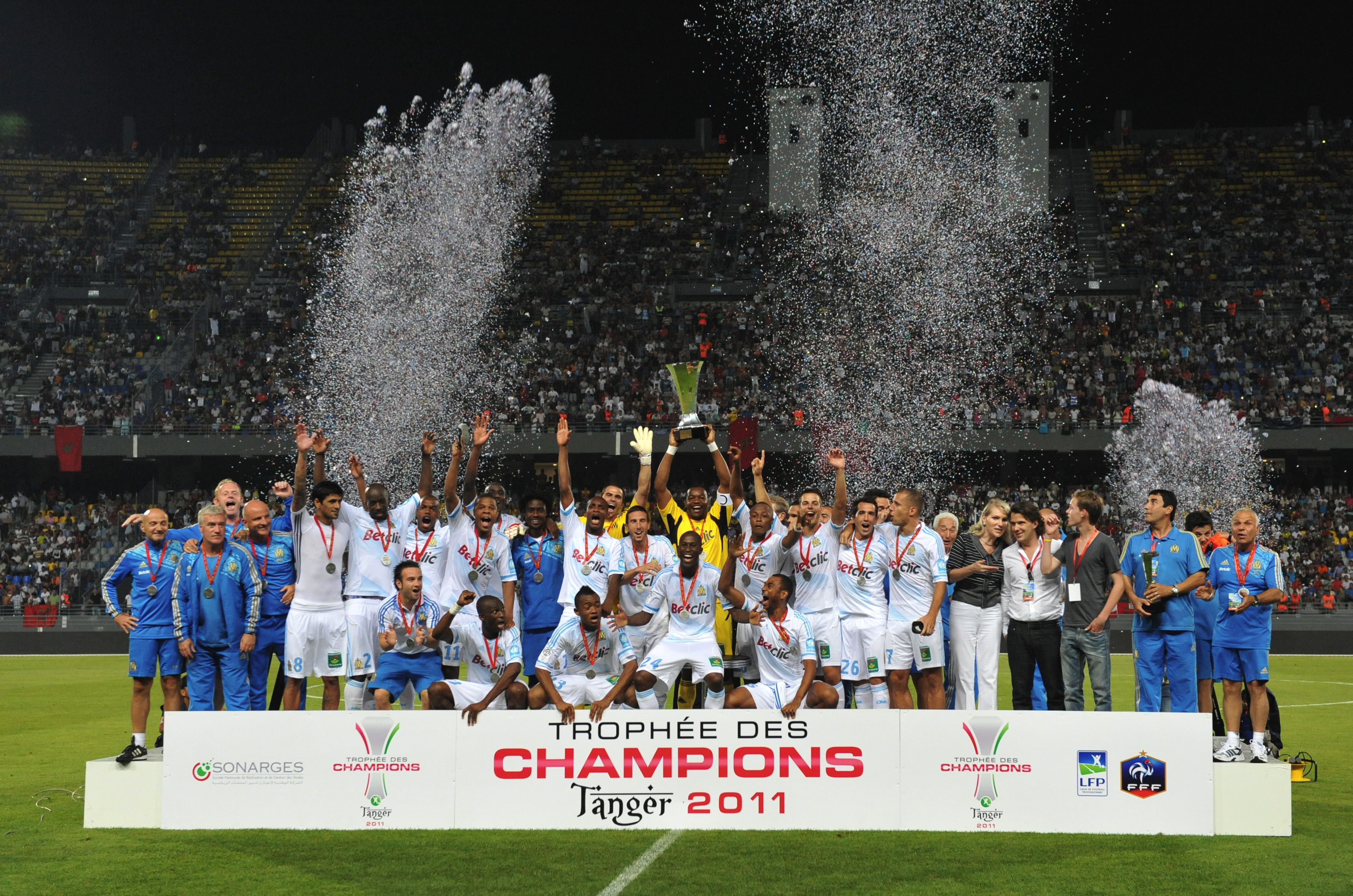
Steve Mandanda souleve le Trophée des champions 2011.

À ce moment-ci, les Marseillais bouleversent le scénario d'un match qui compte cinq nouveaux buts inscrits en dix minutes de temps règlementaire et arrêt de jeu. Jérémy Morel réduit tout d’abord l'écart une nouvelle fois pour l’OM en inscrivant son deuxième but sous ses nouvelles couleurs (3-2, 85e) avant que Rémy n’égalise de la tête sur un centre de Lucho (3-3, 87e). La séance de tirs au but semble promise mais Aurélien Chedjou accroche J. Ayew dans la surface de réparation et provoque un penalty transformé par A. Ayew (3-4, 90e+1). La victoire marseillaise ne se dessine qu'une minute avant que Marko Baša ne reprenne de la tête un centre d’Obraniak pour égaliser (4-4, 90e+2). La séance de tirs au but une nouvelle fois promise n'a pas lieu du fait que l’arbitre de la rencontre signale un nouveau penalty pour une faute de Benoît Pedretti sur J. Ayew. Son frère André Ayew, se présente une seconde fois devant Landreau et transforme le penalty qui offre la victoire et le trophée à l’Olympique de Marseille (4-5, 90e+5).

« Je salue les deux équipes, l’OM et le LOSC, pour la magnifique image qu’elles ont donnée du football français. La qualité du match d’hier soir à Tanger, même si l’issue a été cruelle pour les Lillois, a constitué la plus belle des promotions dix jours avant la reprise de la Ligue 1. Bravo et merci aux deux clubs ! »

— Le président de la LFP, Frédéric Thiriez, 28 juillet 2011»
L’OM remporte le Trophée des Champions pour la deuxième fois de suite dans le match le plus prolifique en buts dans l’histoire de l’épreuve. André Ayew, triple buteur de la rencontre, reçoit après le match le Trophée du meilleur joueur.

## Feuille de match
| 27 juillet 2011 | LOSC Lille                                     | 4 - 5   | Olympique de Marseille                                    | Stade de Tanger, Maroc                              |                                                     |
| 20 h 45 (UTC+2) | Balmont 9e · Hazard 57e · Sow 72e · Baša 90+2e | (1 - 0) | 71e 90+1e (pen.) 90+5e (pen.) Ayew · 85e Morel · 87e Rémy | Spectateurs : 33 900 Arbitrage : Bouchaïb El Ahrach | Spectateurs : 33 900 Arbitrage : Bouchaïb El Ahrach |
| 20 h 45 (UTC+2) | Rapport                                        |         |                                                           | Spectateurs : 33 900 Arbitrage : Bouchaïb El Ahrach | Spectateurs : 33 900 Arbitrage : Bouchaïb El Ahrach |

| Lille | Marseille |

| Gardien de but | 1           | Mickaël Landreau    | 90e     |       |  |
|                | 18          | Franck Béria        |         |       |  |
|                | 25          | Marko Baša          |         |       |  |
|                | 2           | Mathieu Debuchy     |         |       |  |
|                | 4           | Florent Balmont     |         | 90+2e |  |
|                | 7           | Dimitri Payet       |         | 68e   |  |
|                | 17          | Benoît Pedretti     | 90+3e   |       |  |
|                | 22          | Aurélien Chedjou    | 40e 89e |       |  |
|                | 24          | Rio Mavuba          |         |       |  |
|                | 26          | Eden Hazard         |         | 81e   |  |
|                | 8           | Moussa Sow          | 90+4e   |       |  |
| Remplaçants :  |             |                     |         |       |  |
| Gardien de but | 16          | Vincent Enyeama     |         |       |  |
|                | 6           | Pape N'Diaye Souaré |         |       |  |
|                | 14          | David Rozehnal      |         |       |  |
|                | 5           | Idrissa Gueye       |         | 81e   |  |
|                | 10          | Ludovic Obraniak    |         | 68e   |  |
|                | 20          | Ronny Rodelin       |         | 90+2e |  |
|                | 33          | Omar Wade           |         |       |  |
| Entraîneur :   |             |                     |         |       |  |
|                | Rudi Garcia |                     |         |       |  |

| Gardien de but | 30               | Steve Mandanda      |    |     |  |
|                | 15               | Jérémy Morel        | 8e |     |  |
|                | 21               | Souleymane Diawara  |    |     |  |
|                | 24               | Rod Fanni           |    |     |  |
|                | 4                | Alou Diarra         |    |     |  |
|                | 7                | Benoît Cheyrou      |    | 66e |  |
|                | 8                | Lucho González      |    |     |  |
|                | 17               | Stéphane Mbia       |    |     |  |
|                | 19               | Morgan Amalfitano   |    | 66e |  |
|                | 11               | Loïc Rémy           |    |     |  |
|                | 20               | André Ayew          |    |     |  |
| Remplaçants :  |                  |                     |    |     |  |
| Gardien de but | 1                | Gennaro Bracigliano |    |     |  |
|                | 2                | César Azpilicueta   |    |     |  |
|                | 26               | Jean-Philippe Sabo  |    |     |  |
|                | 6                | Édouard Cissé       |    |     |  |
|                | 9                | Chris Gadi          |    |     |  |
|                | 12               | Charles Kaboré      |    | 65e |  |
|                | 23               | Jordan Ayew         |    | 65e |  |
| Entraîneur :   |                  |                     |    |     |  |
|                | Didier Deschamps |                     |    |     |  |

## Médias
La rencontre est diffusée dans 77 pays à travers le monde, ce qui constitue un record pour cette compétition. En France, le match est retransmis sur Canal+ et atteint un nombre de 1,45 million de téléspectateurs,.